# Scaphinotus manni
Scaphinotus manni är en skalbaggsart som beskrevs av Henry Frederick Wickham. Scaphinotus manni ingår i släktet Scaphinotus och familjen jordlöpare. Inga underarter finns listade i Catalogue of Life.